# Wiśniowa (gemeente in powiat Strzyżowski)
De gemeente Wiśniowa is een landgemeente in het Poolse woiwodschap Subkarpaten, in powiat Strzyżowski.
De zetel van de gemeente is in Wiśniowa.
Op 30 juni 2004 telde de gemeente 8480 inwoners.

## Oppervlakte gegevens
In 2002 bedroeg de totale oppervlakte van gemeente Wiśniowa 83,29 km², waarvan:
- agrarisch gebied: 70%
- bossen: 23%

De gemeente beslaat 16,55% van de totale oppervlakte van de powiat.

## Demografie
Stand op 30 juni 2004:
| Omschrijving                   | Totaal | Totaal | Vrouwen | Vrouwen | Mannen | Mannen |
| ------------------------------ | ------ | ------ | ------- | ------- | ------ | ------ |
| eenheid                        | aantal | %      | aantal  | %       | aantal | %      |
| inwoners                       | 8480   | 100    | 4283    | 50,5    | 4197   | 49,5   |
| bevolkingsdichtheid (inw./km²) | 101,8  | 101,8  | 51,4    | 51,4    | 50,4   | 50,4   |

In 2002 bedroeg het gemiddelde inkomen per inwoner 1210,9 zł.

## Administratieve plaatsen (sołectwo)
Jaszczurowa, Jazowa, Kalembina, Kozłówek, Kożuchów, Markuszowa, Niewodna, Oparówka, Pstrągówka, Różanka, Szufnarowa, Tułkowice, Wiśniowa.

## Aangrenzende gemeenten
Frysztak, Strzyżów, Wielopole Skrzyńskie, Wojaszówka